# Leichtathletik-Europameisterschaften 2016/Kugelstoßen der Frauen

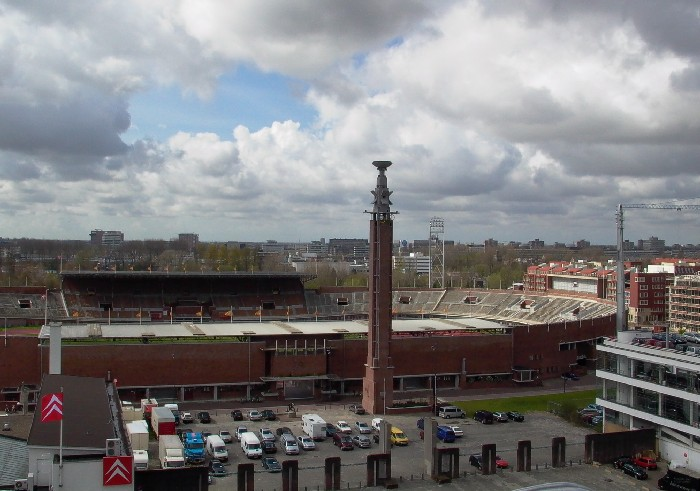
Das Olympiastadion in Amsterdam im Jahr 2005

Das Kugelstoßen der Frauen bei den Leichtathletik-Europameisterschaften 2016 wurde am 6. und 7. Juli 2016 im Olympiastadion der niederländischen Hauptstadt Amsterdam ausgetragen.
Europameisterin wurde die deutsche Titelverteidigerin, Weltmeisterin von 2015 und Vizeweltmeisterin von 2013 Christina Schwanitz. Silber ging an die ungarische EM-Dritte von 2014 Anita Márton. Die Türkin Emel Dereli errang Bronze.

## Bestehende Rekorde
| Weltrekord           | 22,63 m | Natalja Lissowskaja | Moskau, Sowjetunion (heute Russland) | 7. Juni 1987    |
| Europarekord         | 22,63 m | Natalja Lissowskaja | Moskau, Sowjetunion (heute Russland) | 7. Juni 1987    |
| Meisterschaftsrekord | 21,69 m | Wita Pawlysch       | EM Budapest, Ungarn                  | 20. August 1998 |

Der bestehende EM-Rekord wurde bei diesen Europameisterschaften nicht erreicht. Weiten von mehr als 21 Metern blieben aus, mit 20,17 m gab es einen Stoß jenseits von zwanzig Metern durch die deutsche Europameisterin Christina Schwanitz, die damit eine neue Europajahresbestleistung aufstellte, jedoch 1,52 m unter dem Rekord blieb. Zum Welt- und Europarekord fehlten ihr 2,46 m.

## Legende
Kurze Übersicht zur Bedeutung der Symbolik – so üblicherweise auch in sonstigen Veröffentlichungen verwendet:
| EL | Europajahresbestleistung |
| –  | verzichtet               |
| x  | ungültig                 |

## Qualifikation
6. Juli 2016, 19:10 Uhr
27 Wettbewerberinnen traten in zwei Gruppen zur Qualifikationsrunde an. Acht von ihnen (hellblau unterlegt) übertrafen die Qualifikationsweite für den direkten Finaleinzug von 17,30 m. Damit war die Mindestzahl von zwölf Finalteilnehmerinnen nicht erreicht. Das Finalfeld wurde mit den vier nächstplatzierten Sportlerinnen (hellgrün unterlegt) auf zwölf Kugelstoßerinnen aufgefüllt. So reichten für die Finalteilnahme schließlich 16,86 m.

### Gruppe A
| Platz | Name                 | Nation         | Resultat (m) | 1. Versuch (m) | 2. Versuch (m) | 3. Versuch (m) |
| 1     | Anita Márton         | Ungarn         | 17,54        | 17,54          | –              | –              |
| 2     | Aljona Dubizkaja     | Belarus        | 17,45        | 17,45          | –              | –              |
| 3     | Olha Holodna         | Ukraine        | 17,29        | x              | 16,19          | 17,29          |
| 4     | Radoslawa Mawrodiewa | Bulgarien      | 17,16        | 17,01          | 17,16          | x              |
| 5     | Úrsula Ruiz          | Spanien        | 16,86        | 16,74          | 16,03          | 16,86          |
| 6     | Rachel Wallader      | Großbritannien | 16,86        | 16,86          | x              | 16,48          |
| 7     | Lena Urbaniak        | Deutschland    | 16,83        | 16,77          | 16,83          | 16,64          |
| 8     | Jolien Boumkwo       | Belgien        | 16,66        | 16,66          | x              | 16,10          |
| 9     | Chiara Rosa          | Italien        | 16,26        | 15,86          | x              | 16,26          |
| 10    | Kätlin Piirimäe      | Estland        | 15,85        | 14,31          | 14,91          | 15,85          |
| 11    | Giedrė Kupstytė      | Litauen        | 15,63        | 15,63          | 15,03          | 15,06          |
| 12    | Dimitriana Surdu     | Moldau         | 15,50        | 15,50          | 14,91          | 15,27          |
| 13    | Stamatia Skarvelis   | Griechenland   | 15,50        | 14,49          | x              | 15,50          |
| 14    | Svitlana Marusenko   | Ukraine        | 14,92        | 14,84          | 14,78          | 14,92          |

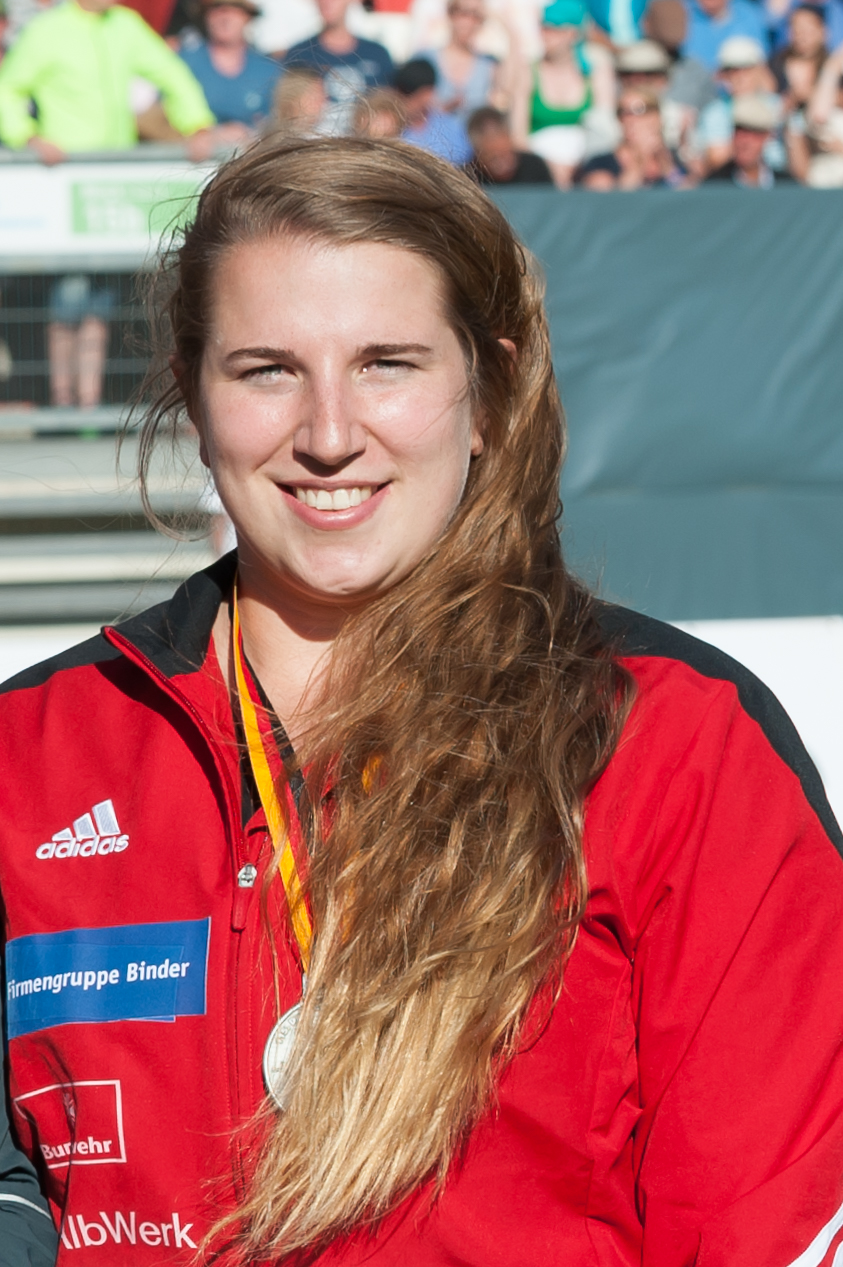
Lena Urbaniak – Rang sieben mit 16,83 m, ihr fehlten drei Zentimeter an der Finalteilnahme

Weitere in der Qualifikationsgruppe A ausgeschiedene Kugelstoßerinnen:

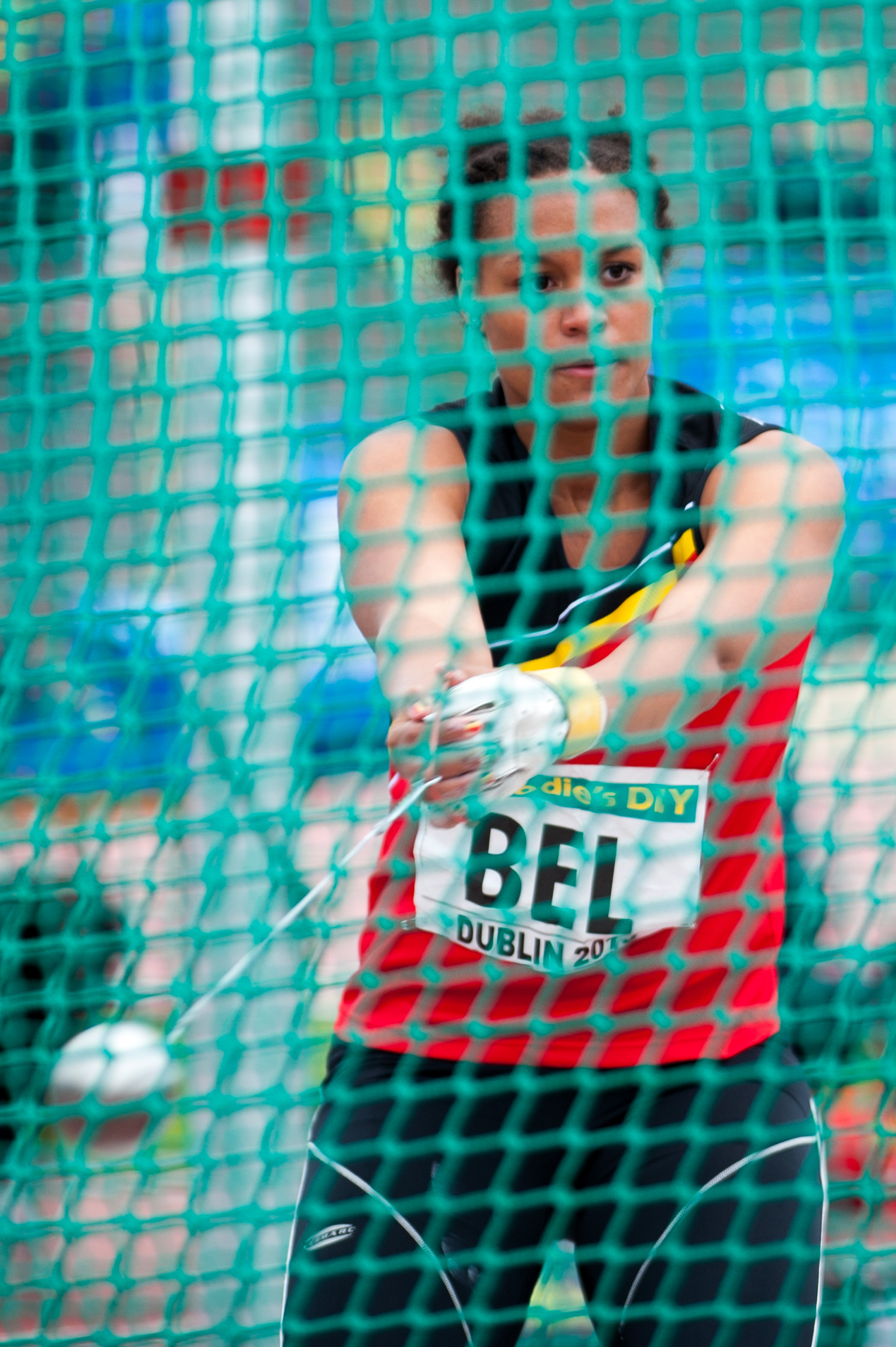
Jolien Boumkwo (hier als Hammerwerferin) – Rang acht mit 16,66 m
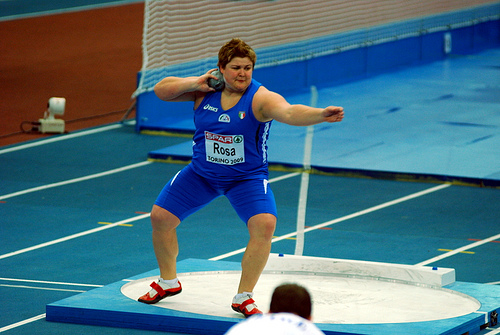
Chiara Rosa (EM-Dritte von 2012) – Rang neun mit 16,26 m

### Gruppe B

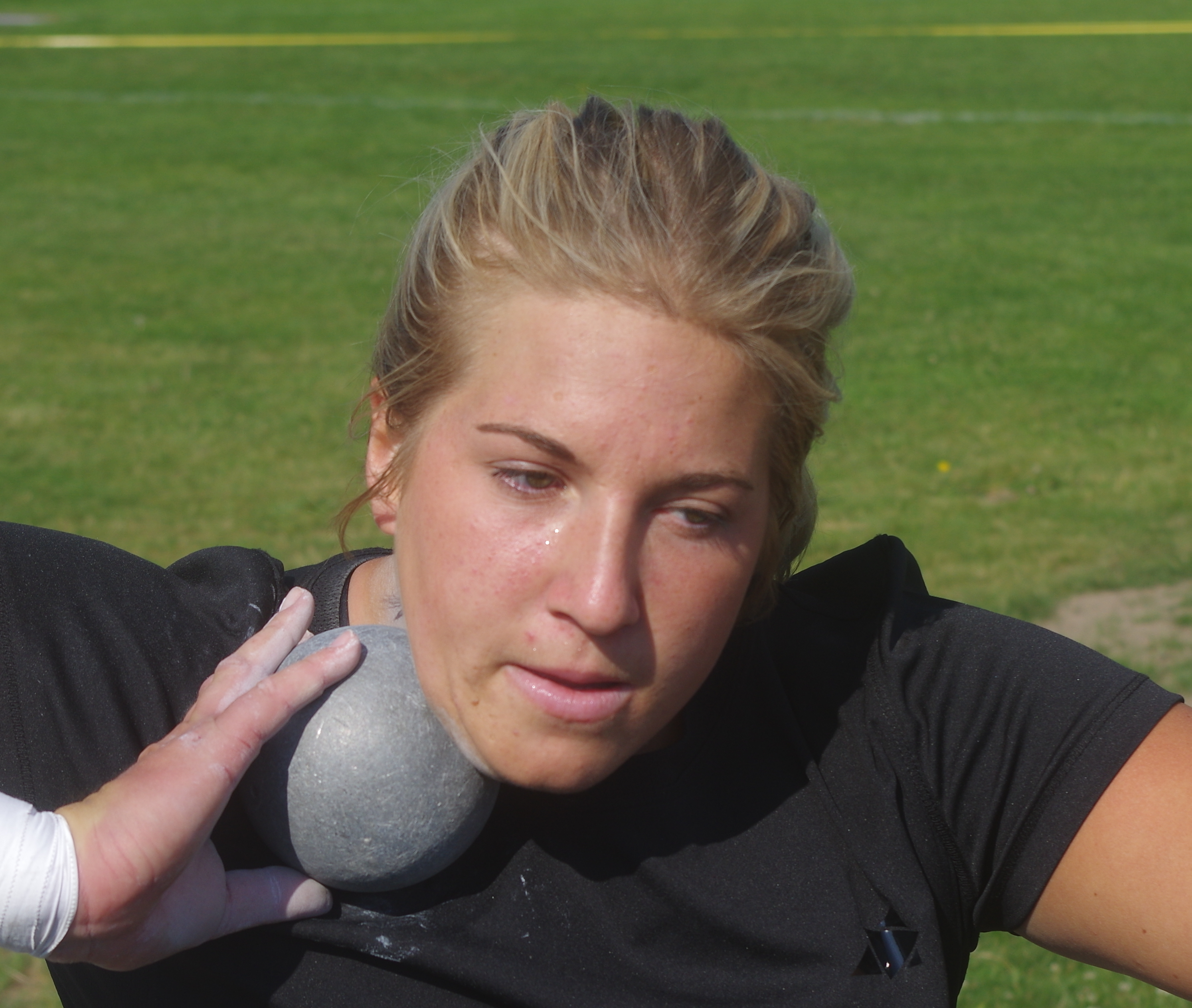
Fanny Roos schied als Elfte ihrer Gruppe mit 16,11 m in der Qualifikation aus

| Platz | Name                 | Nation      | Resultat (m) | 1. Versuch (m) | 2. Versuch (m) | 3. Versuch (m) |
| 1     | Christina Schwanitz  | Deutschland | 19,02        | 19,02          | –              | –              |
| 2     | Emel Dereli          | Türkei      | 17,88        | x              | 17,15          | 17,88          |
| 3     | Sara Gambetta        | Deutschland | 17,77        | 17,22          | 17,77          | –              |
| 4     | Melissa Boekelman    | Niederlande | 17,50        | 16,62          | 17,50          | –              |
| 5     | Paulina Guba         | Polen       | 17,44        | 17,44          | –              | –              |
| 6     | Julija Leanzjuk      | Belarus     | 17,35        | 16,18          | 17,35          | –              |
| 7     | Markéta Červenková   | Tschechien  | 16,56        | 16,56          | x              | 15,51          |
| 8     | Halyna Obleschtschuk | Ukraine     | 16,30        | 16,30          | 16,22          | 15,95          |
| 9     | Wiktoryja Kolb       | Belarus     | 16,27        | 16,27          | 16,09          | 16,17          |
| 10    | Valentina Mužarić    | Kroatien    | 16,17        | 16,02          | x              | 16,17          |
| 11    | Fanny Roos           | Schweden    | 16,11        | 16,07          | x              | 16,11          |
| 12    | María Belén Toimil   | Spanien     | 16,00        | 15,62          | 15,89          | 16,00          |
| 13    | Julaika Nicoletti    | Italien     | 15,81        | 15,37          | x              | 15,81          |

## Finale

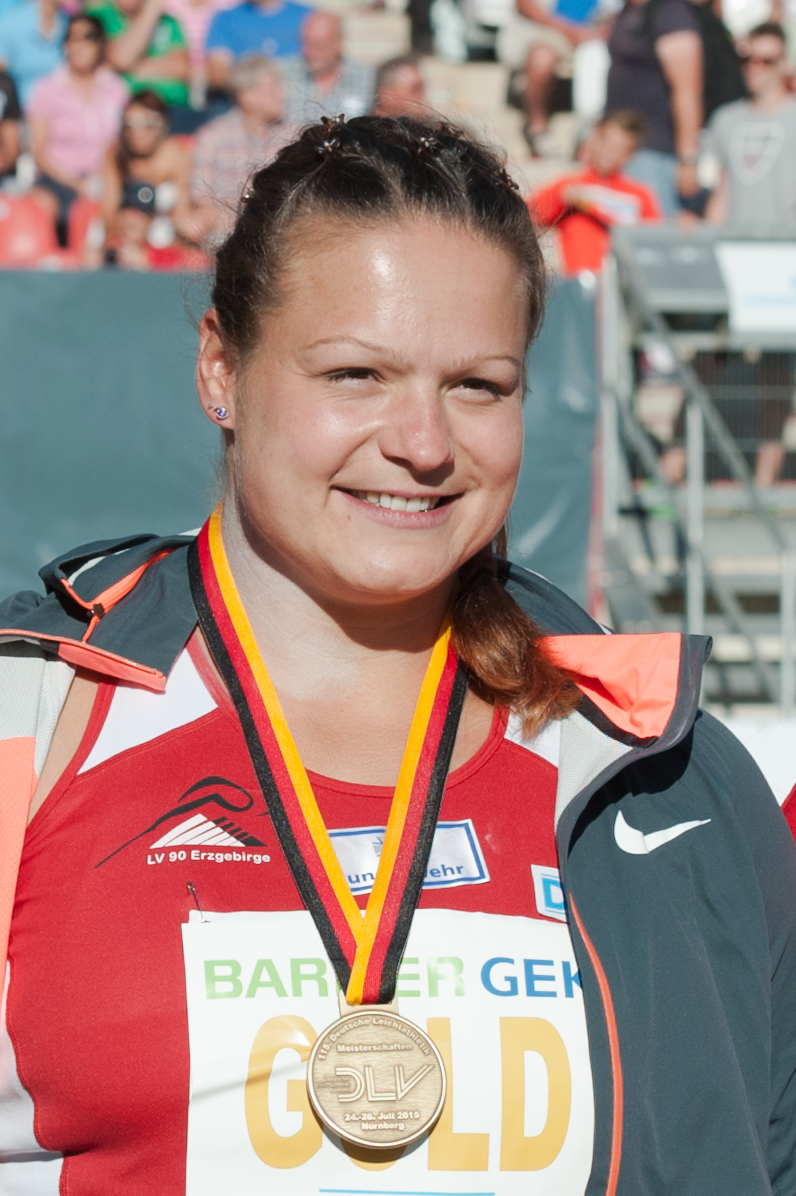
Christina Schwanitz, 2015 Weltmeisterin und 2013 Vizeweltmeisterin, verteidigte ihren Titel mit einem Vorsprung von fast eineinhalb Metern

7. Juli 2016, 17:05 Uhr
| Platz | Name                 | Nation         | Resultat (m) | 1. Versuch (m) | 2. Versuch (m) | 3. Versuch (m) | 4. Versuch (m)                              | 5. Versuch (m)                              | 6. Versuch (m)                              |
| 1     | Christina Schwanitz  | Deutschland    | 20,17 EL     | 20,17          | 19,28          | 19,55          | x                                           | x                                           | 19,46                                       |
| 2     | Anita Márton         | Ungarn         | 18,72000     | 17,79          | 18,52          | 18,72          | 18,05                                       | 18,31                                       | 18,63                                       |
| 3     | Emel Dereli          | Türkei         | 18,22000     | 17,73          | 17,90          | 18,22          | x                                           | x                                           | x                                           |
| 4     | Julija Leanzjuk      | Belarus        | 18,20000     | x              | x              | 17,80          | 17,53                                       | x                                           | 18,20                                       |
| 5     | Radoslawa Mawrodiewa | Bulgarien      | 18,10000     | 17,34          | x              | 18,10          | x                                           | x                                           | 17,54                                       |
| 6     | Aljona Dubizkaja     | Belarus        | 18,03000     | 17,65          | 17,87          | x              | 18,03                                       | 17,78                                       | x                                           |
| 7     | Sara Gambetta        | Deutschland    | 17,95000     | 17,35          | 17,95          | 17,60          | x                                           | 17,55                                       | x                                           |
| 8     | Melissa Boekelman    | Niederlande    | 17,92000     | 17,76          | 17,62          | x              | 17,45                                       | 17,92                                       | 17,29                                       |
| 9     | Olha Holodna         | Ukraine        | 17,65000     | 17,65          | x              | x              | nicht im Finale der besten acht Athletinnen | nicht im Finale der besten acht Athletinnen | nicht im Finale der besten acht Athletinnen |
| 10    | Úrsula Ruiz          | Spanien        | 17,14000     | 17,14          | 16,86          | x              | nicht im Finale der besten acht Athletinnen | nicht im Finale der besten acht Athletinnen | nicht im Finale der besten acht Athletinnen |
| 11    | Paulina Guba         | Polen          | 16,95000     | 16,95          | x              | x              | nicht im Finale der besten acht Athletinnen | nicht im Finale der besten acht Athletinnen | nicht im Finale der besten acht Athletinnen |
| 12    | Rachel Wallader      | Großbritannien | 16,06000     | x              | 15,77          | 16,06          | nicht im Finale der besten acht Athletinnen | nicht im Finale der besten acht Athletinnen | nicht im Finale der besten acht Athletinnen |

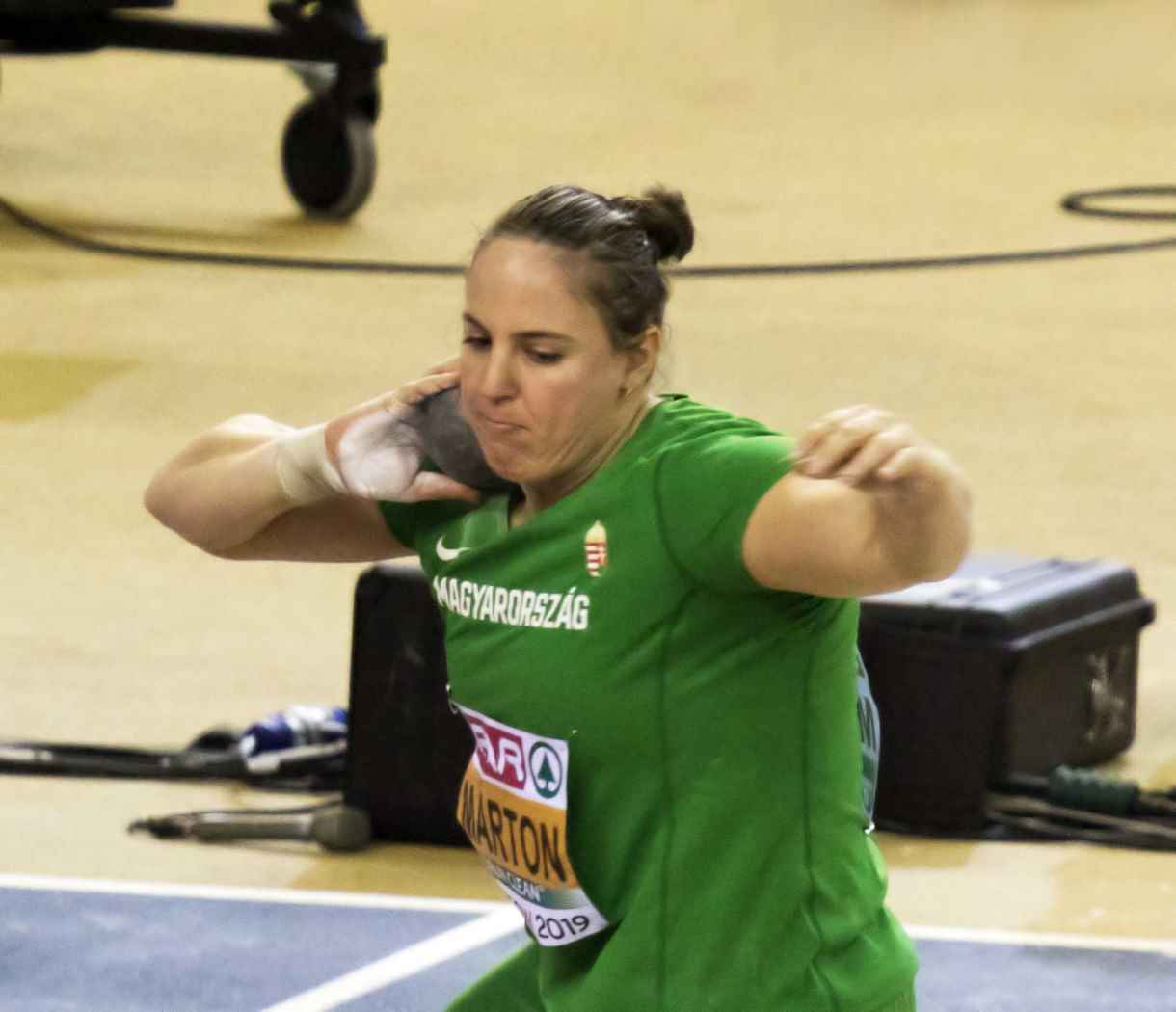
Anita Márton verbesserte sich gegenüber den letzten Europameisterschaften um eine Position auf den zweiten Rang
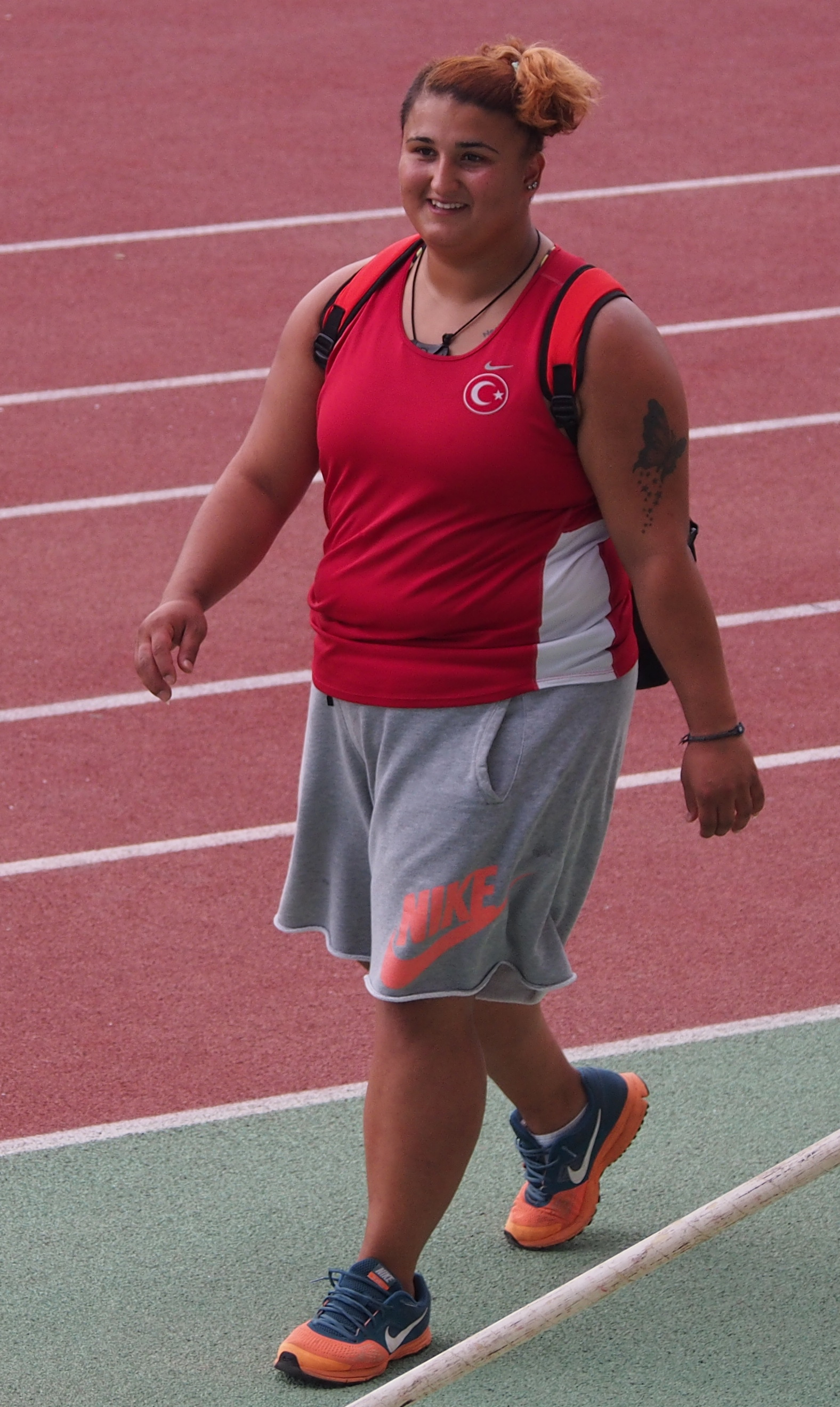
Bronzemedaillengewinnerin Emel Dereli
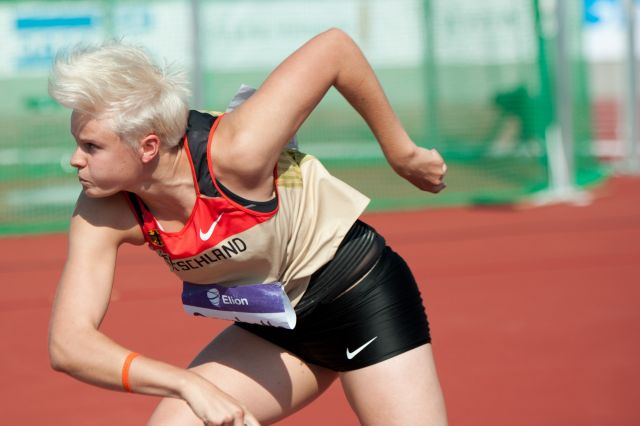
Sara Gambetta belegte Rang sieben
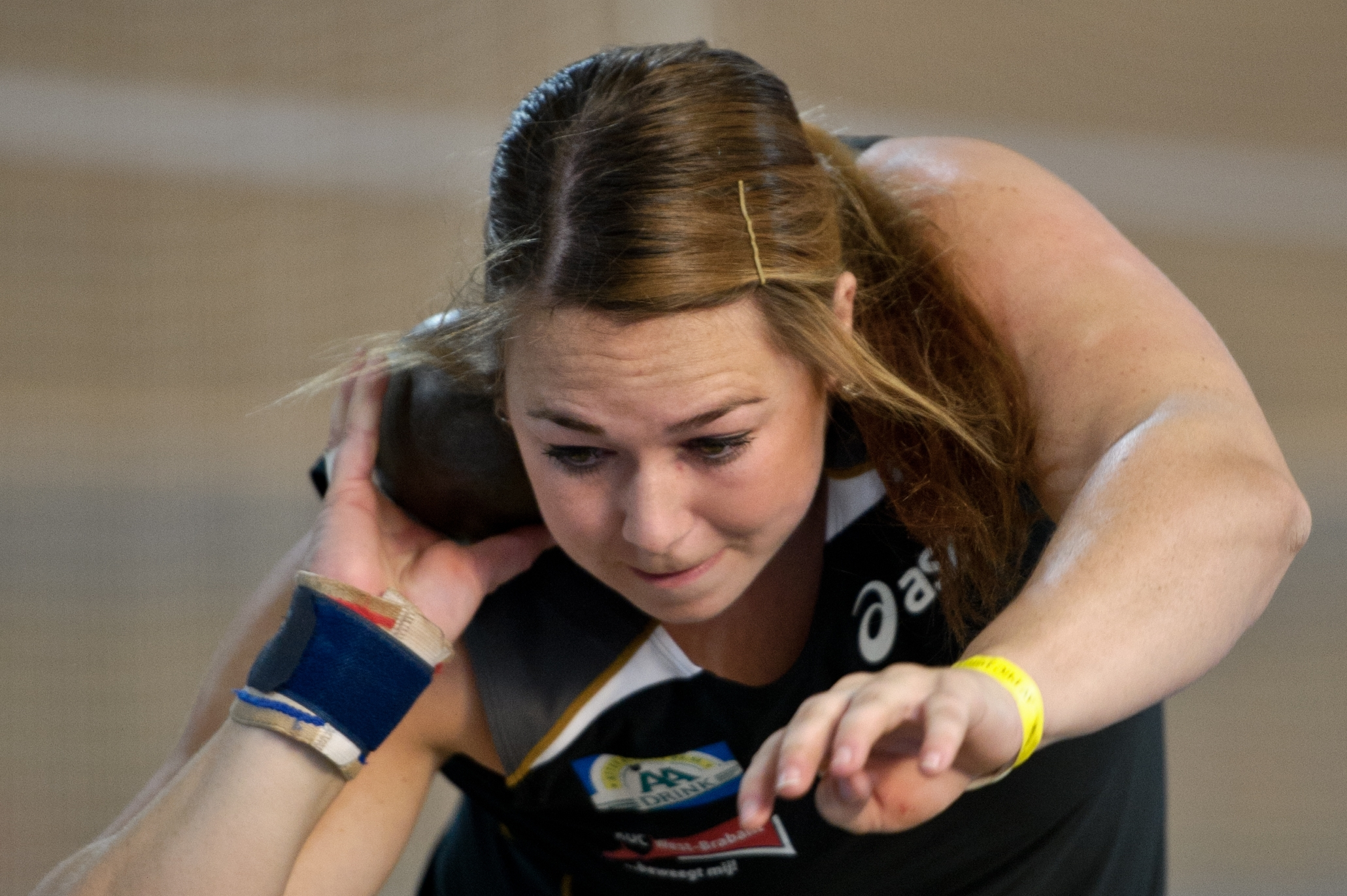
Melissa Boekelman kam auf den achten Platz

## Videolink
- Amsterdam 2016 – Women's Shot Put, youtube.com, abgerufen am 13. März 2020